# Radiša Ilić
Radiša Ilić (srbskou cyrilicí Радиша Илић; 20. září 1977, Bajina Bašta – 13. března 2025, Bajina Bašta) byl srbský fotbalový brankář. 13. března 2025 ve věku 47 let spáchal sebevraždu.

## Fotbalová kariéra
Chytal za FK Sloboda Užice, Partizan Bělehrad, FC Național București, FK Borac Čačak, OFK Bělehrad a Panserraikos FC. V kvalifikaci Ligy mistrů UEFA nastoupil v 9 utkáních, v Poháru UEFA nastoupil v 7 utkáních a v kvalifikaci Poháru UEFA nastoupil v 6 utkáních. Za srbskou reprezentaci nastoupil v roce 2008 v přátelském utkání se Severní Makedonií.

## Ligová bilance
| Ročník                                            | Zápasy | Góly | Klub                  |
| ------------------------------------------------- | ------ | ---- | --------------------- |
| První liga Svazové republiky Jugoslávie 1995/1996 | 1      | 0    | FK Sloboda Užice      |
| První liga Svazové republiky Jugoslávie 1996/1997 | 16     | 0    | FK Sloboda Užice      |
| Druhá liga Svazové republiky Jugoslávie 1997/1998 | 27     | 0    | FK Sloboda Užice      |
| První liga Svazové republiky Jugoslávie 1999/2000 | 28     | 0    | Partizan Bělehrad     |
| První liga Svazové republiky Jugoslávie 2000/2001 | 12     | 0    | Partizan Bělehrad     |
| První liga Svazové republiky Jugoslávie 2001/2002 | 5      | 0    | Partizan Bělehrad     |
| První liga Svazové republiky Jugoslávie 2002/2003 | 21     | 0    | Partizan Bělehrad     |
| Rumunská fotbalová liga 2003/2004                 | 1      | 0    | FC Național București |
| První liga Srbska a Černé Hory 2004/2005          | 13     | 0    | FK Borac Čačak        |
| První liga Srbska a Černé Hory 2005/2006          | 30     | 0    | FK Borac Čačak        |
| Srbská SuperLiga 2006/2007                        | 28     | 0    | OFK Bělehrad          |
| Srbská SuperLiga 2007/2008                        | 29     | 0    | OFK Bělehrad          |
| Srbská SuperLiga 2008/2009                        | 17     | 0    | OFK Bělehrad          |
| Řecká Superliga 2008/2009                         | 4      | 0    | Panserraikos FC       |
| Srbská SuperLiga 2009/2010                        | 15     | 0    | FK Borac Čačak        |
| Srbská SuperLiga 2010/2011                        | 3      | 0    | Partizan Bělehrad     |
| Srbská SuperLiga 2011/2012                        | 2      | 0    | Partizan Bělehrad     |
| CELKEM První liga Svazové republiky Jugoslávie    | 83     | 0    |                       |
| CELKEM První liga Srbska a Černé Hory             | 43     | 0    |                       |
| CELKEM Srbská SuperLiga                           | 94     | 0    |                       |
| CELKEM Řecká Superliga                            | 4      | 0    |                       |
| CELKEM Rumunská fotbalová liga                    | 1      | 0    |                       |